# Nicolas Teisseire
Nicolas Teisseire (9 gennaio 1986) è uno schermidore canadese.

## Palmarès
In carriera ha conseguito i seguenti risultati:
- Giochi Panamericani:

Guadalajara 2011: argento nel fioretto a squadre.